# Le Temple (Gironde)
Le Temple is een gemeente in het Franse departement Gironde (regio Nouvelle-Aquitaine) en telt 498 inwoners (2005). De plaats maakt deel uit van het arrondissement Lesparre-Médoc.

## Geografie
De oppervlakte van Le Temple bedraagt 71,8 km², de bevolkingsdichtheid is 6,9 inwoners per km².
De onderstaande kaart toont de ligging van Le Temple (Gironde) met de belangrijkste infrastructuur en aangrenzende gemeenten.

## Demografie
Onderstaande figuur toont het verloop van het inwonertal (bron: INSEE-tellingen).